# Ana María de Brandeburgo-Bayreuth
Ana María de Brandeburgo-Bayreuth (Bayreuth, 30 de diciembre de 1609-Ödenburg, 7 de mayo de 1680) fue una noble alemana. Era la tercera hija del margrave Cristián de Brandeburgo-Bayreuth y de su esposa, la duquesa María de Prusia (hija segunda del duque Alberto Federico de Prusia y de María Leonor de Cléveris).
Se casó el 23 de octubre de 1639 con el príncipe Juan Antonio I de Eggenberg (1610-1649).
Se sabe muy poco de su vida. Tuvo una sola descendiente Marie Elisabeth, la cual se casó en 1656 con el príncipe Fernando José de Dietrichstein.
- Datos: Q527573